# Zimní spartakiáda národů SSSR 1974
III. zimní spartakiáda národů SSSR se konala v březnu 1974 ve Sverdlovsku a v Bakuriani v Gruzii. Včetně kvalifikací se spartakiády zúčastnilo 20 milionů sovětských sportovců. Vítěz Spartakiády zároveň obdržel titul Mistr SSSR. Zahajovací a závěrečný ceremoniál se konal na Centrálním stadionu ve Sverdlovsku. V hodnocení týmů vyhrál tým Leningradu před týmem Moskvy.

## Sporty

### Rychlobruslení
Rychlobruslení se konalo na umělé dráze zimního stadionu Junosť ve Sverdlovsku, kde vítězství vybojoval Valerij Muratov (Moskevská oblast - ozbrojené síly) na vzdálenosti 500 m časem 40,83 s. Dvě vítězství získal Jurij Kondakov (Sverdlovská oblast - tělesná výchova a sport) na 1500 m časem 2:05,63 a na 5000 m, 7:46,57. Vladimir Kaščej (Leningrad - Burevestnik) zvítězil ve sprinterském víceboji ziskem 164,975 bodu a Viktor Varlamov (Baškirská ASSR - Burevestnik) na vzdálenosti 10000 m časem 15:52,88.
V ženách třikrát vyhrála Taťjana Averinová (Gorkovská oblast) na 500 m, 1500 m a ve sprinterském víceboji, 45,59 s, 2:24,38 a 182,605. Ljubov Sadčikovová (Smolenská oblast - Burevestnik) vyhrála na 1000 m za 1:32,93 a Nina Statkevičová (Leningrad - Trud) na 3000 m za 5:00,58.

### Klasické lyžování
Klasické lyžování se konalo v Uktusských horách na Středním Urale. Tři zlaté medaile na lyžích získal Vasilij Ročev z Dynama z Komi ASSR. Lyžařka Galina Kulakovová získala také tři zlaté medaile, mimo jiné na trati 10 km v čase 36:42,08. Vítězi se stali také slavní lyžaři Raisa Smetaninová a Nikolaj Bažukov. Ve skoku na lyžích na 90-metrovém můstku zvítězil Anatolij Želganov a po závodě se s kariérou rozloučil Koba Cakadze.

### Sjezdové lyžování
Sjezdové lyžování se konalo v Bakuriani v Gruzii. Startovalo se z hory Kochta.

### Saně
Saně se konaly v Bakuriani v Gruzii. Zvítězili J. Jegorov a I. Judičev z Leningradu

### Biatlon
Závody se konaly na střelnici Dynamo.

### Krasobruslení
Krasobruslení se konalo ve Sverdlovsku na ledě paláce sportu profsojuzů. V ženách zvítězila Ljudmila Bakoninová a v mužích Sergej Volkov. Taneční páry vyhráli Ljudmila Pachomovová s Alexandrem Gorškovem a sportovní dvojice Irina Rodninová s Alexandrem Zajcevem.